# Velsen
Velsen (phát âmⓘ) là một đô thị ở Hà Lan, trong tỉnh Noord-Holland. Velsen nằm hai bên bờ kênh đào Biển Bắc.

## Các trung tâm dân cư
Đô thị Velsen bao gồm các thành phố, thị xã, làng và khu phố:
- Phía bắc kênh đào Biển Bắc:
  - Velsen-Noord, và một phần IJmuiden (Corus),
- Phía nam kênh đào Biển Bắc:
  - Velsen-Zuid, Driehuis, IJmuiden, Santpoort-Noord, Santpoort-Zuid và Velserbroek, and the parts Oosterbroek và khu vực nghỉ mát Buitenhuizen của Spaarnwoude.

## Chính quyền địa phương
Hội đồng đô thị Velsen bao gồm 33 ghế, được chia ra như sau:
- Velsen Lokaal - 14 ghế
- CDA - 5 ghế
- PvdA - 5 ghế
- VVD - 5 ghế
- GroenLinks - 2 ghế
- ChristenUnie - 1 ghế
- D66 - 1 ghế